# Peach Bowl

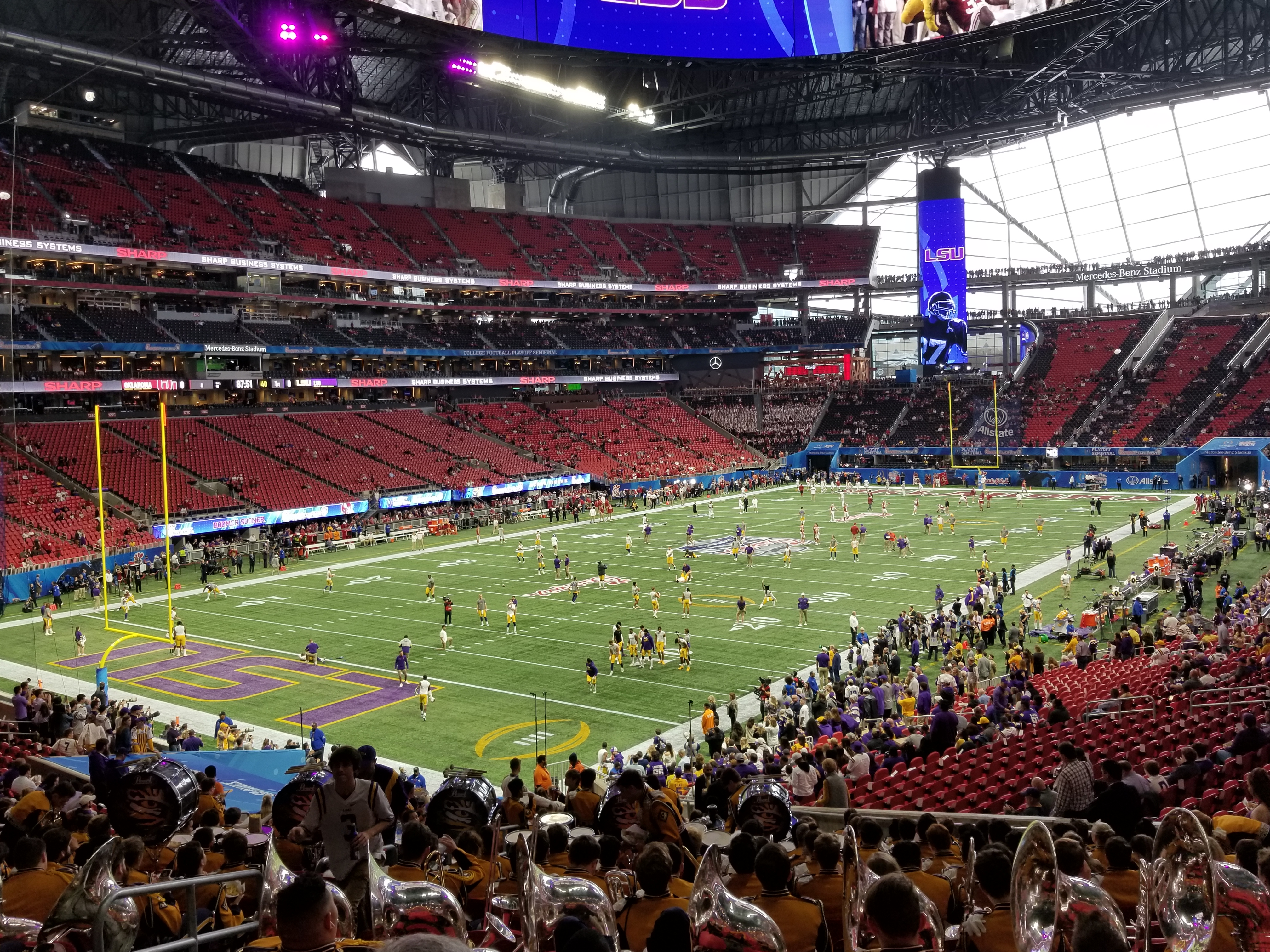
Der Peach Bowl zwischen den LSU Tigers und den Oklahoma Sooners am 28. Dezember 2019

Der Peach Bowl ist ein seit 1968 jährlich ausgetragenes Spiel im College Football, dem Hochschulspielbetrieb der National Collegiate Athletic Association (NCAA) im American Football in den Vereinigten Staaten, das um den Jahreswechsel herum stattfindet. Er gehört zu den New Year's Six, den sechs wichtigsten und prestigeträchtigsten Bowl Games. Alle drei Jahre ist der Peach Bowl eines der beiden Halbfinalspiele der College Football Playoffs. Das Spiel wird in Atlanta, Georgia, ausgetragen, seit 2017 im Mercedes-Benz Stadium. Zuvor fand der Peach Bowl in seinen Anfangsjahren auf dem Grant Field, später im Atlanta-Fulton County Stadium und bis 2016 im Georgia Dome statt.
Das Spiel wird von der Schnellrestaurantkette Chick-fil-A gesponsert und wird daher offiziell als Chick-fil-A Peach Bowl bezeichnet. Von 2006 bis 2013 trug das Spiel den Namen Chick-fil-A Bowl.

## Geschichte
Der Peach Bowl wurde in den 1960er-Jahren vom Lions Club in Atlanta als Benefizveranstaltung ins Leben gerufen. Nachdem die NCAA in den Jahren 1966 und 1967 die Schaffung eines neuen Bowl Games zunächst abgelehnt hatte, wurde das Spiel 1968 erstmals ausgetragen. Seinen Namen erhielt die Partie nach dem Beinamen Peach State (Pfirsich-Staat) für den Bundesstaat Georgia. Am 31. Dezember 1968 fand der erste Peach Bowl statt, bei dem die LSU Tigers die Florida State Seminoles mit 31:27 vor 35.545 Zuschauern auf dem Grant Field besiegten. Das Spiel war ein Erfolg, neben einer Prämie von 100.000 Dollar für die beiden teilnehmenden Teams gingen 100.000 Dollar an das Lions Lighthouse, zudem konnte Geld für die zukünftigen Austragungen des Bowls angespart werden. Nach drei Jahren zog der Peach Bowl in das Atlanta-Fulton County Stadium um. 
In den 1980er-Jahren geriet die weitere Austragung des Spiels durch geringe Zuschauerzahlen und finanzielle Probleme in Gefahr. Daher übernahm 1986 die Atlanta Chamber of Commerce die Austragung des Spiels, das ab diesem Jahr mit Delta Air Lines erstmals einen Sponsor erhielt. 1991 wurde eine Einigung mit ESPN erzielt, das Spiel im nationalen Fernsehen auszustrahlen. Darüber hinaus beschlossen die Atlantic Coast Conference und die Southeastern Conference, dass zukünftig jährlich zwei Mannschaften aus den beiden rivalisierenden Conferences im Peach Bowl gegeneinander antreten würden. Zur Austragung im Jahr 1993 wechselte das Spiel seinen Austragungsort und spielte fortan im Georgia Dome. Ab 1996 stieg die Restaurantkette Chick-fil-A als Sponsor des Spiels ein. Nachdem die Partie zunächst ab 1998 als Chick-fil-A Peach Bowl ausgetragen worden war, wurde ab 2006 der ursprüngliche Bestandteil Peach fallengelassen, sodass das Spiel ab 2006 den Namen Chick-fil-A Bowl trug. Nachdem der Bowl ab 2014 Bestandteil der New Year's Six des College Football Playoff geworden war, erhielt er seinen traditionellen Namen zurück.

## Ergebnisse
| Saison | Datum             | Gewinner                | Gewinner | Verlierer               | Verlierer | Zuschauer | MVP                                                         |
| ------ | ----------------- | ----------------------- | -------- | ----------------------- | --------- | --------- | ----------------------------------------------------------- |
| 1968   | 30. Dezember 1968 | LSU                     | 31       | 19 Florida State        | 27        | 35.545    | Mike Hillman (Offense) Buddy Millican (Defense)             |
| 1969   | 30. Dezember 1969 | 19 West Virginia        | 14       | South Carolina          | 3         | 48.452    | Ed Williams (Offense) Carl Crennel (Defense)                |
| 1970   | 30. Dezember 1970 | 8 Arizona State         | 48       | North Carolina          | 26        | 52.126    | Monroe Eley (Offense) Junior Ah You (Defense)               |
| 1971   | 30. Dezember 1971 | 17 Mississippi          | 41       | Georgia Tech            | 18        | 36.711    | Norris Weese (Offense) Crowell Armstrong (Defense)          |
| 1972   | 29. Dezember 1972 | North Carolina State    | 49       | 18 West Virginia        | 13        | 52.671    | Dave Buckey (Offense) George Bell (Defense)                 |
| 1973   | 28. Dezember 1973 | Georgia                 | 17       | 18 Maryland             | 16        | 38.107    | Louis Carter (Offense) Sylvester Boler (Defense)            |
| 1974   | 28. Dezember 1974 | Vanderbilt              | 6        | Texas Tech              | 6         | 31.695    | Larry Isaac (Offense) Dennis Harrison (Defense)             |
| 1975   | 31. Dezember 1975 | West Virginia           | 13       | North Carolina State    | 10        | 45.134    | Dan Kendra (Offense) Ray Marshall (Defense)                 |
| 1976   | 31. Dezember 1976 | Kentucky                | 21       | 19 North Carolina       | 0         | 54.132    | Rod Stewart (Offense) Mike Martin (Defense)                 |
| 1977   | 31. Dezember 1977 | North Carolina State    | 24       | Iowa State              | 14        | 36.733    | Johnny Evans (Offense) Richard Carter (Defense)             |
| 1978   | 25. Dezember 1978 | 17 Purdue               | 41       | Georgia Tech            | 21        | 20.277    | Mark Herrmann (Offense) Calvin Clark (Defense)              |
| 1979   | 31. Dezember 1979 | 19 Baylor               | 24       | 18 Clemson              | 18        | 57.731    | Mike Brannan (Offense) Andrew Melontree (Defense)           |
| 1980   | 2. Januar 1981    | 20 Miami                | 20       | Virginia Tech           | 10        | 45.384    | Jim Kelly (Offense) Jim Burt (Defense)                      |
| 1981   | 31. Dezember 1981 | West Virginia           | 26       | Florida                 | 6         | 37.582    | Mickey Walczak (Offense) Don Stempie (Defense)              |
| 1982   | 31. Dezember 1982 | Iowa                    | 28       | Tennessee               | 22        | 50.134    | Chuck Long (Offense) Clay Uhlenhake (Defense)               |
| 1983   | 30. Dezember 1983 | Florida State           | 28       | North Carolina          | 3         | 25.648    | Eric Thomas (Offense) Alphonso Carreker (Defense)           |
| 1984   | 31. Dezember 1984 | Virginia                | 27       | Purdue                  | 24        | 41.107    | Howard Petty (Offense) Ray Daly (Defense)                   |
| 1985   | 31. Dezember 1985 | Army                    | 31       | Illinois                | 29        | 29.857    | Rob Healy (Offense) Peel Chronister (Defense)               |
| 1986   | 31. Dezember 1986 | Virginia Tech           | 25       | 18 North Carolina State | 24        | 53.668    | Erik Kramer (Offense) Derrick Taylor (Defense)              |
| 1987   | 2. Januar 1988    | 17 Tennessee            | 27       | Indiana                 | 22        | 58.737    | Reggie Cobb (Offense) Van Waiters (Defense)                 |
| 1988   | 31. Dezember 1988 | North Carolina State    | 28       | Iowa                    | 23        | 44.635    | Shane Montgomery (Offense) Michael Brooks (Defense)         |
| 1989   | 30. Dezember 1989 | Syracuse                | 19       | Georgia                 | 18        | 44.991    | Michael Owens (Offense) Morris Lewis (Defense)              |
| 1990   | 29. Dezember 1990 | Auburn                  | 27       | Indiana                 | 23        | 38.912    | Stan White (Offense) Mike Dumas (Defense)                   |
| 1991   | 1. Januar 1992    | 12 East Carolina        | 37       | 21 North Carolina State | 34        | 59.322    | Jeff Blake (Offense) Billy Ray Haynes (Defense)             |
| 1992   | 2. Januar 1993    | 19 North Carolina       | 21       | 24 Mississippi State    | 17        | 69.125    | Natrone Means (Offense) Marc Woodard (Defense)              |
| 1993   | 31. Dezember 1993 | 24 Clemson              | 14       | Kentucky                | 13        | 63.416    | Emory Smith (Offense) Zane Beehn (Defense)                  |
| 1994   | 1. Januar 1995    | 23 North Carolina State | 28       | 16 Mississippi State    | 24        | 64.902    | Tremayne Stephens (Offense) Carl Reeves (Defense)           |
| 1995   | 30. Dezember 1995 | 18 Virginia             | 34       | Georgia                 | 27        | 70.825    | Tiki Barber (Offense) Whit Marshall (Defense)               |
| 1996   | 28. Dezember 1996 | 17 LSU                  | 10       | Clemson                 | 7         | 63.622    | Herb Tyler (Offense) Trevor Pryce (Defense)                 |
| 1997   | 2. Januar 1998    | 13 Auburn               | 21       | Clemson                 | 17        | 71.212    | Dameuyne Craig (Offense) Anthony Simmons (Defense)          |
| 1998   | 31. Dezember 1998 | 19 Georgia              | 35       | 13 Virginia             | 33        | 72.876    | Olandis Gary (Offense) Wally Rainer (Defense)               |
| 1999   | 30. Dezember 1999 | 15 Mississippi State    | 17       | Clemson                 | 7         | 73.315    | Wayne Madkin (Offense) Keith Adams (Defense)                |
| 2000   | 29. Dezember 2000 | LSU                     | 28       | 15 Georgia Tech         | 14        | 73.614    | Rohan Davey (Offense) Bradie James (Defense)                |
| 2001   | 31. Dezember 2001 | North Carolina          | 16       | Auburn                  | 10        | 71.827    | Ronald Curry (Offense) Ryan Sims (Defense)                  |
| 2002   | 31. Dezember 2002 | 20 Maryland             | 30       | Tennessee               | 3         | 68.330    | Scott McBrien (Offense) E. J. Henderson (Defense)           |
| 2003   | 2. Januar 2004    | Clemson                 | 27       | 6 Tennessee             | 14        | 75.125    | Chad Jasmin (Offense) Leroy Hill (Defense)                  |
| 2004   | 31. Dezember 2004 | 14 Miami                | 27       | 20 Florida              | 10        | 69.322    | Roscoe Parrish (Offense) Devin Hester (Defense)             |
| 2005   | 30. Dezember 2005 | 10 LSU                  | 40       | 9 Miami                 | 3         | 65.620    | Matt Flynn (Offense) Jim Morris (Defense)                   |
| 2006   | 30. Dezember 2006 | Georgia                 | 31       | 14 Virginia Tech        | 24        | 75.406    | Matthew Stafford (Offense) Tony Taylor (Defense)            |
| 2007   | 31. Dezember 2007 | 22 Auburn               | 23       | 15 Clemson              | 20        | 74.413    | C. J. Spiller (Offense) Pat Sims (Defense)                  |
| 2008   | 31. Dezember 2008 | LSU                     | 38       | 14 Georgia Tech         | 3         | 71.423    | Jordan Jefferson (Offense) Perry Riley (Defense)            |
| 2009   | 31. Dezember 2009 | 12 Virginia Tech        | 37       | Tennessee               | 14        | 73.777    | Ryan Williams (Offense) Cody Grimm (Defense)                |
| 2010   | 31. Dezember 2010 | 23 Florida State        | 26       | 19 South Carolina       | 17        | 72.217    | Chris Thompson (Offense) Greg Reid (Defense)                |
| 2011   | 31. Dezember 2011 | Auburn                  | 43       | Virginia                | 24        | 72.919    | Onterio McCalebb (Offense) Chris Davis (Defense)            |
| 2012   | 31. Dezember 2012 | 14 Clemson              | 25       | 9 LSU                   | 24        | 68.027    | Tajh Boyd (Offense) Kevin Minter (Defense)                  |
| 2013   | 31. Dezember 2013 | 20 Texas A&M            | 52       | 22 Duke                 | 48        | 67.496    | Johnny Manziel (Offense) Toney Hurd Jr. (Defense)           |
| 2014   | 31. Dezember 2014 | 6 TCU                   | 42       | 9 Mississippi           | 3         | 65.706    | Trevone Boykin (Offense) James McFarland (Defense)          |
| 2015   | 31. Dezember 2015 | 14 Houston              | 38       | 9 Florida State         | 24        | 71.007    | Greg Ward Jr. (Offense) William Jackson III (Defense)       |
| 2016   | 31. Dezember 2016 | 1 Alabama               | 24       | 4 Washington            | 7         | 75.996    | Bo Scarbrough (Offense) Ryan Anderson (Defense)             |
| 2017   | 1. Januar 2018    | 10 Central Florida      | 34       | 7 Auburn                | 27        | 71.109    | McKenzie Milton (Offense) Shaquem Griffin (Defense)         |
| 2018   | 31. Dezember 2018 | 10 Florida              | 41       | 8 Michigan              | 15        | 74.006    | Feleipe Franks (Offense) Chauncey Gardner-Johnson (Defense) |
| 2019   | 29. Dezember 2019 | 1 LSU                   | 63       | 4 Oklahoma              | 28        | 78.347    | Joe Burrow (Offense) K'Lavon Chaisson (Defense)             |
| 2020   | 1. Januar 2021    | 11 Georgia              | 24       | 6 Cincinnati            | 21        | 15.301    | Jack Podlesny (Offense) Azeez Ojulari (Defense)             |
| 2021   | 30. Dezember 2021 | 11 Michigan State       | 31       | 13 Pittsburgh           | 21        | 41.230    | Jayden Reed (Offense) Cal Haladay (Defense)                 |
| 2022   | 31. Dezember 2022 | 1 Georgia               | 42       | 4 Ohio State            | 41        | 79.330    | Stetson Bennett (Offense) Javon Bullard (Defense)           |
| 2023   | 30. Dezember 2023 | 11 Ole Miss             | 38       | 10 Penn State           | 25        | 71.230    | Caden Prieskorn (Offense) Jared Ivey (Defense)              |